# Ermita de San Román de Moroso
La ermita de San Román de Moroso es un templo católico de estilo mozárabe prerrománico ubicado en una vaguada al norte de Bostronizo (Cantabria, España), concretamente en el municipio Arenas de Iguña. Es Bien de Interés Cultural.

## Historia

### Identificación y origen
El primer documento en el que se hace referencia está datado en el 1119, donde la reina Urraca entrega la ermita a la abadía de Santo Domingo de Silos. Formaba parte del monasterio de Moroso, el cual permanece como priorato del monasterio castellano durante la Alta Edad Media.

### Intervenciones
En 1959 y 1961, L. Cervera Vera restauró los muros. En 1972, se realizaron las obras de la cubierta y en 1978, A. Iglesias González efectuó labores del limpieza. Los trabajos de excavación y restauración practicados en la década de los 80 están inéditos.

## Descripción

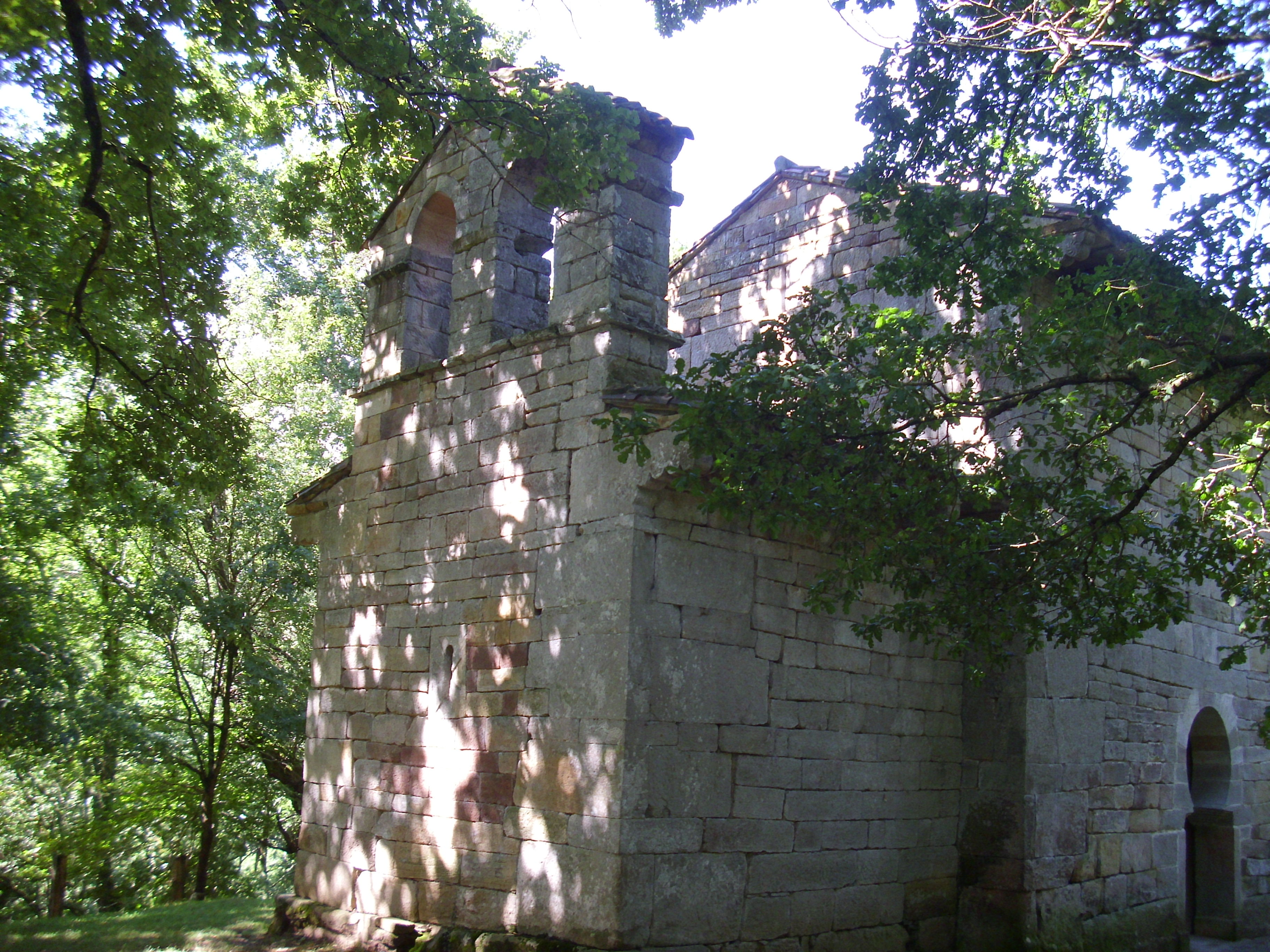
Vista del ábside y la espadaña

Este pequeño edificio de estilo prerrománico se cree que fue construido en el siglo X a raíz de la necesidad de repoblación surgida a causa de La Reconquista (ss. VIII-X), protagonizada por cristianos mozárabes que escapaban de Al-Ándalus debido a las persecuciones de Mohamed II y Abderramán III.
Edificada a partir de una combinación de sillares de buena labra y sillarejo, siendo más gruesos los de las esquinas. Los muros tienen un grosor de 60 y 70 cm.
La portada de entrada, orientada hacia el norte, está formada por un arco de herradura, el cual carece de columnas y capiteles.
En cuanto al interior, consta de una única nave cubierta por bóveda de cañón de piedra (actualmente hundida) y un ábside rectangular precedido de un Arco triunfal de herradura con cimacios escalonados, al que también faltan las columnas. El ábside posee un pequeño vano monolítico en el centro en forma de ojo de herradura enmarcada por una cruz patada.

### Dimensiones
- Nave Exterior L: 7'65m, A: 5'73m.
- Nave Interior L: 6'3m, A: 4'42m.
- Ábside Exterior L: 3'98, A: 4'36m.
- Ábside Interior L: 3'04m, A: 3'04m.

### Decoración
Dentro de su decoración cabe destacar los grandes modillones florales que coronan los muros, de cuatro y seis pétalos y esvásticas. La espadaña de doble tronera en arco de medio punto es de construcción posterior, probablemente del siglo XVIII.
En torno al eremitorio se descubrió durante las labores de restauración una necrópolis altomedieval con tumbas de lajas y enterramientos en sarcófagos.